# 赵世钰
赵世钰（19世纪？—20世纪？），字其相，陕西三原人，中国民主革命家，中华民国政治人物。

## 生平
赵世钰是清朝廪生，世居泾阳县鲁镇会馆巷。他曾跟从临潼选拔朱恩注学习。后来他到日本留学，加入中国同盟会。1906年，赵世钰和井勿幕等人在东京组织中国同盟会陕西分会。
辛亥革命爆发后，他曾任南京临时参议院议员，北京临时参议院议员。此后他任民元国会参议院议员，加入政友会，被选任为宪法起草委员会委员，却因嫌疑与李烈钧、黃兴讨袁军连繫，在北京被逮捕，押往天津拘禁，1914年4月才获得释放